# 蔡斯·多德
蔡斯·多德（英語：Chase Dodd，2003年4月5日—），美国男子水球运动员。他曾代表美国国家队参加2024年夏季奥林匹克运动会男子水球比赛，获得一枚铜牌。

## 家庭
弟弟赖德·多德。